# 소윤
소윤(少尹)은 고려와 조선시대 전중시, 위위시, 예빈시, 대부시, 소부시, 사재시 등에 두었던 정4품 관직이다.